# Prosper (Dakota du Nord)
Pour les articles homonymes, voir Prosper.
La zone non incorporée de Prosper est située dans le comté de Cass, dans l’État du Dakota du Nord, aux États-Unis.

## Histoire
Prosper a été fondée en 1911 quand le chemin de fer a atteint la région. Un bureau de poste a été opérationnel de 1913 à 1968.

## Source
- (en) Cet article est partiellement ou en totalité issu de l’article de Wikipédia en anglais intitulé « Prosper, North Dakota » (voir la liste des auteurs).

1. ↑  (en) https://geonames.usgs.gov/apex/f?p=gnispq:3:0::NO::P3_FID:1030817
2. ↑  (en) Tim Hoheisel et Andrew R. Nielsen, Cass County, Arcadia Publishing, 2007, 127 p. (ISBN 978-0-7385-4145-7, lire en ligne), p. 48
3. ↑  (en) « Cass County », Jim Forte Postal History (consulté le 24 octobre 2015)